# Piptomeris furcellata
Piptomeris furcellata là một loài thực vật có hoa trong họ Đậu. Loài này được (Bonpl.) Greene miêu tả khoa học đầu tiên năm 1893.